# NGC 5605
NGC 5605 је спирална галаксија у сазвежђу Вага која се налази на NGC листи објеката дубоког неба.
Деклинација објекта је - 13° 9' 49" а ректасцензија 14h 25m 7,5s. Привидна величина (магнитуда) објекта NGC 5605 износи 12,3 а фотографска магнитуда 13,0. NGC 5605 је још познат и под ознакама MCG -2-37-3, IRAS 14223-1256, PGC 51492.